# 西南凤尾蕨
西南凤尾蕨（学名：Pteris wallichiana）为凤尾蕨科凤尾蕨属下的一个种。

## 扩展阅读
- 維基物種上的相關：西南凤尾蕨